# Kamasutra 3D
Kamasutra 3D là một bộ phim khiêu dâm 3D Ấn Độ bằng tiếng Anh năm 2013, được viết và đạo diễn bởi Rupesh Paul và có sự tham gia của Milind Gunaji. Tại Liên hoan phim Cannes 2013, bộ phim được trình chiếu cho các đại biểu của Cannes. Sherlyn Chopra ban đầu được chọn vào vai chính và đóng vai chính trong trailer 2013, nhưng vào tháng 8 năm 2016 nhà làm phim đã nói với truyền thông rằng cô không còn tham gia vào dự án nữa.
Kamasutra 3D nằm trong danh sách tranh giải của Giải thưởng Hàn lâm lần thứ 86 năm 2013, với sự lựa chọn trong ba hạng mục - Phim hay nhất, Nhạc phim hay nhất và Ca khúc trong phim hay nhất. Kết quả được công bố vào ngày 16 tháng 12 năm 2013 bởi Viện Hàn lâm Khoa học và Nghệ thuật Điện ảnh trên trang web chính thức.

## Sản xuất

### Phát triển
Kamasutra 3D được sản xuất bởi Rupesh Paul Productions Limited và được quảng bá bởi GJ Entertainments. Câu chuyện đã được viết bởi đạo diễn. Bộ phim được đồng sản xuất và thiết kế bởi Sohan Roy, và Tiến sĩ George John là nhà sản xuất điều hành.
Bộ phim được công bố tại Liên hoan phim Cannes 2012, bởi Rupesh Paul - đạo diễn của bộ phim, sau buổi ra mắt bộ phim của ông Saint Dracula 3D tại liên hoan phim. Poster đầu tiên của Kamasutra 3D đã được công bố tại chợ phim của NFDC vào ngày 22 tháng 11 năm 2012 bên lề Liên hoan phim quốc tế Ấn Độ (IFFI) 2012 tại Goa. Kamasutra 3D - Photo Shoot video với Sherlyn Chopra đã được công bố vào 19 tháng 1 năm 2013.

Rupesh Paul nói: 
3D xuất hiện định dạng tốt nhất để miêu tả khiêu dâm cổ điển, nhưng nó hầu như không được thử nghiệm cho đến gần đây. Nó vẫn là một công cụ để tạo ra cú hích lớn nhất trong các bộ phim kinh dị. Không ai dự đoán rằng phim khiêu dâm lập thể Trung Quốc sẽ là một hit lớn. Trong thực tế, nó ra doanh thu phim 3D Avatar. Trong phim, chúng tôi đang cố gắng đưa ra một chiều hướng bổ sung cho các tư thế tình dục được mô tả trong chuyên luận cổ về nghệ thuật tình yêu.

 Sau đó vào tháng 6 năm 2016, ông đã chống lại điều này và tuyên bố: "Bộ phim của tôi bị nhầm là khiêu dâm nhưng đó là một bộ phim chiến tranh."
Sau khi nữ diễn viên Sherlyn Chopra tuyên bố vào tháng 8 năm 2016 không liên quan đến bộ phim, không có thông tin nào về việc thay thế.

## Nhạc phim
Kamasutra 3D là bộ phim Ấn Độ duy nhất có năm bài hát được chọn trong hạng mục tranh giải Ca khúc trong phim hay nhất của Giải thưởng Hàn lâm lần thứ 86. Các bài hát bao gồm - Aygiri Nandini, Saawariya, I Feel, Of Soil và Har Har Mahadeva - được sáng tác bởi giám đốc âm nhạc có trụ sở tại Chennai, Saachin & Sreejith trong khi lời bài hát của nó được viết bởi Rupesh Paul và Pratyush Prakash.

## Vai
- Milind Gunaji vai vị Vua Hùng Mạnh
- King Malkhan vai chiến binh/hoàng tử/Naga Sadhu
- Tumul Balyan vai chiến binh/ Naga Sadhu
- Makarand Deshpande[19] vai vua
- Maleena Kan vai công chúa
- Sushmita Mukherjee vai nữ hoàng
- Gajendra Chauhan vai Kamashastra Guru
- Mohan Kapoor là người học việc của Kamashastra Guru
- Amit Behl vai quản trị viên
- Kristna Saikia vai Nữ hoàng Huyền bí Nhật Bản
- Jay Acharya vai mối tình đầu của hoàng tử chiến binh và Kam Devi
- Mohit Keswani vai vị vua Mạnh Mẽ (Flashback)
- Andria D'Souza vai nữ hoàng Ả Rập
- Sunil Bob
- Manoj Verma
- Abha Paul
- Julia Bruchhwitz
- Hinixa Patel
- Ziley Mawai
- Dinesh Nair
- Malu S Lal
- Nassar
- Jeemon
- Prashant
- Bashi
- Mera lora
- Vishal Patni vai chiến binh/Naga Sadhu

## Tranh cãi
Đạo diễn Rupesh Paul đã quyết định thay thế Sherlyn Chopra, sau khi Chopra tải lên một video clip về buổi chụp hình của bộ phim trên kênh YouTube của cô mà không xin phép anh. Anh muốn thay thế cô bằng Eva Longoria hoặc Mila Kunis. Chopra sau đó đã xin lỗi anh bằng tin nhắn văn bản, cô sẽ không nói hoặc viết bất cứ điều gì về bộ phim mà không có sự đồng ý của nhà sản xuất.
Vào ngày 9 tháng 2 năm 2014, Paul đã đệ đơn kiện Chopra vì tội phỉ báng, cho rằng nữ diễn viên đã lạm dụng anh ta trên dịch vụ mạng xã hội Twitter. Vào ngày 22 tháng 2, Paul đã đệ đơn khiếu nại chống lại Chopra, tìm kiếm sự bảo lãnh dự kiến.
Tuy nhiên, đến tháng 3 năm 2014, cả hai bên đã bỏ các vụ kiện, tuyên bố công khai rằng họ chỉ hiểu lầm mà thôi.
Vào tháng 6 năm 2016, khi được hỏi về bộ phim sau một thời gian dài im lặng, Chopra nói với truyền thông rằng cô không liên quan đến phim. Cô cho biết đó "không phải phim của cô ấy" và chúc đội [làm phim] điều tốt đẹp.